# Hafa Könyvtár
A Hafa Könyvtár egy 1930/40-es években megjelent magyar fényképészeti könyvsorozat volt.

## Története
A Hafa Könyvtár a Horthy-korszak fényképészeti könyvsorozata volt, kiadását a budapesti Hatschek és Farkas vállalat jegyezte. A tömören, népszerű stílusban megírt füzetek 32-64 oldalas terjedelemben mutatták be a fényképészet különböző területeit, rajzokkal, fényképekkel, táblázatokkal. A korabeli hirdetés szerint a kötetek
„tartalmukban felölelik a gyakorlati fényképezés egész területét, s így együttvéve egy minden kérdésre feleletet adó nagyszabású tankönyvvé egészítik ki egymást. Ezek a füzetek nemcsak tartalmukban elsőrangúak, hanem nyomdai kiállításban is: valamennyi famentes vagy műnyomó papiroson, művészi borítékkal, kitűnően nyomva. A Hafa-Könyvtár 48 száma alkotja kiadványainak élcsapatát, ők végzik az úttörők munkáját és nevelik a kezdőket haladókká, a haladókat mesterekké”.
A füzetek ára terjedelemtől függően 60 fillér és 1 pengő 20 fillér között mozgott. A kötetek nagy részét Hevesy Iván, a korszak fényképészeti szakírója készítette.

## Részei
A sorozat részeit egy korabeli könyvhirdetés (ld. források) pontos listában sorszámmal sorolja fel a 48. részig. Ennek ellenére ismert több kötet (ld. Hevesy Iván életrajza), amelyek feltehetően ezek után jelentek meg, vagy korábbi kötetek más címen való kibővítései, vagy valójában nem voltak részei a sorozatnak, habár a Hatschek és Farkas kiadó jelentette meg őket.
- 1. Hevesy Iván: Az infra-vörös fényképezés csodái (A fényképezés legizgatóbb területe: a szemnek láthatatlan lefényképezése. Fényképezés koromsötétben, stb.), 1935
- 2. Hevesy Iván: Válogatott, kipróbált receptek eredményes fotomunkára, 1935
- 3. Hevesy Iván: Fényképezés túrán és utazáson, 1935
- 4. [szerző?] Mozgó témák fényképezése (Riport, játék- és sportfelvétel)
- 5. Hevesy Iván: Jó színszűrő – szép kép!, 1936
- 6. Hevesy Iván: Fényképezés télen. Hó, jég, köd, zúzmara és téli sport, 1936
- 7-8. Hevesy Iván: A nagyítás technikája, 1936
- 9-10. Hevesy Iván: Fényképezés műfényen (Arckép, csoportkép, interieur. Expozíciós táblázatokkal), 1936
- 11-12. Hevesy Iván: Az éjjeli felvétel (Fényképezés uccán, színházban, hangversenyen, kávéházban, holdfénynél. Az éjjeli riportkép. Fényképezés magnéziummal), 1936
- 13. [szerző?] A fényképező cserkész
- 14. [szerző?] Tájkép fényképezése (Természetrészletek fényképezése)
- 15-16. [szerző?] Az amatőrmozi (Az amatőrfilmezés technikája. A felvétel, vetítés, trükkök, esztétika, színes film stb. gyakorlati kérdései)
- 17. Hevesy Iván: Mindent Pánra! (Pankromatikus fényképezés technikája), 1937
- 18-19. Hevesy Iván: Helyes beállítás – éles kép (Az éleslátás helyes technikája mattüvegen, tükrön, távmérőn. Mélységi élesség, A tökéletes képélesség összes feltétele.), 1937
- 20. Hevesy Iván: Fényképezés Box-géppel, 1937
- 21-22. Hevesy Iván: Fotografálás fénnyel szemben (Oldalfényben, reflexfényben, nagy fényellentétek kiegyenlítése), 1937
- 23. Hevesy Iván: Fényképezés rossz időben (Borús időben, esőben, ködben, hóesésben és szeles időben), 1937
- 24-25. Hevesy Iván: A fényképezés technikája. Modern kézikönyv kezdőknek és haladóknak I. A fényképezőgép és a negatívanyag, 1937
- 26-27. Hevesy Iván: A fényképezés technikája. Modern kézikönyv kezdőknek és haladóknak II. Hogyan fényképezzünk?, 1937
- 28-29. Hevesy Iván: A fényképezés technikája. Modern kézikönyv kezdőknek és haladóknak III. A felvétel kidolgozása. A negatíveljárás, 1937
- 30-31. Hevesy Iván: A fényképezés technikája. Modern kézikönyv kezdőknek és haladóknak IV. A felvétel kidolgozása. A pozitív eljárás, 1937
- 32-33. Hevesy Iván: A fényképezés technikája. Modern kézikönyv kezdőknek és haladóknak V. A tökéletes fénykép. A fényképezés hibaforrásai. Hibák és orvoslásaik, 1937
- 34-37. Hevesy Iván: Az arckép, önarckép, kettős portré, gyerekarckép, csoportkép fényképezése. Felvételi és megvilágítási vázlatokkal, 1938
- 38-40. Hevesy Iván: Jó színszűrő – szép kép (A helyes szűrőhasználatnak valósággal lexikona ez a kis könyv. A gyakorlatban előforduló összes elképzelhető szűrési feladat megoldására), 1938
- 41. Hevesy Iván: A helyes és pontos expozíciós idő meghatározása nappali világosságra, lámpafényre és éjjeli felvételre, 1939
- 42-44. Hevesy Iván: A gyerekek fényképezése (A gyerek életének jelenetei otthon és szabadban, a gyerekarckép készítése stb.), 1940
- 45-48. Hevesy Iván: Fényképezés a Balatonon (Fürdőélet, vizisportok, tájak, természeti érdekességek, építészeti emlékek. Fényképező kirándulások. Száz és száz tanács és felvételi tipp), 1940

## Egyéb részek
- Hevesy Iván: A mozgásfényképezés technikája. Riport- és sportfelvétel. Fényképekkel, táblázatokkal, 1935
- Hevesy Iván: A tájképfotografálás technikája, 1938
- Hevesy Iván: Mozgó témák fényképezése, 1938
- Hevesy Iván: Fényképezési mesterfogások, tréfák és fortélyos felvételek, 1940
- Hevesy Iván: Fényképezés fénnyel szemben, 1940
- Hevesy Iván: A mélységi élesség. Teljes képélesség tükör, távmérő, mattüveg nélkül is! Új rendszerű mélységű élességi táblázatok. Rajzokkal és képmellékletekkel, 1941
- Hevesy Iván: Az állatok fényképezése, 1942
- Hevesy Iván: A nagyítás technikája és művészete; rajz Kálmán Klára, 1942
- Hevesy Iván: A fényképezők receptkönyve. A legjobb receptek és amatőr- laboratoriumi eljárások korszerű gyűjteménye, 1942
- Hevesy Iván: Fényképezés kisfilmes géppel, 1942
- Hevesy Iván: Egy szempillantás alatt leolvashatjuk, hogy valamely témára mikor, mennyit exponáljunk?, 1942
- Hevesy Iván: Az arckép fényképezése; rajz Kálmán Klára, 1942
- Hevesy Iván: Az infra-vörös fényképezés csodái, 1943
- Hevesy Iván: A film életrajza. A film őskora és hőskora. A film dramaturgiája, 1943
- Hevesy Iván: Fényképezés falun, 1944

## Egyéb irodalom
- Kozocsa Sándor: Hevesy Iván élete és irodalmi munkássága. Bibliográfia; Fővárosi Ny., Bp., 1966
- Hevesy Anna – Hevesi Katalin – Kincses Károly: Hevesy Iván és Kálmán Kata könyve. Magyar Fotográfiai Múzeum - Glória Kiadó, Budapest, 1999.